# Пименов, Игорь Витальевич

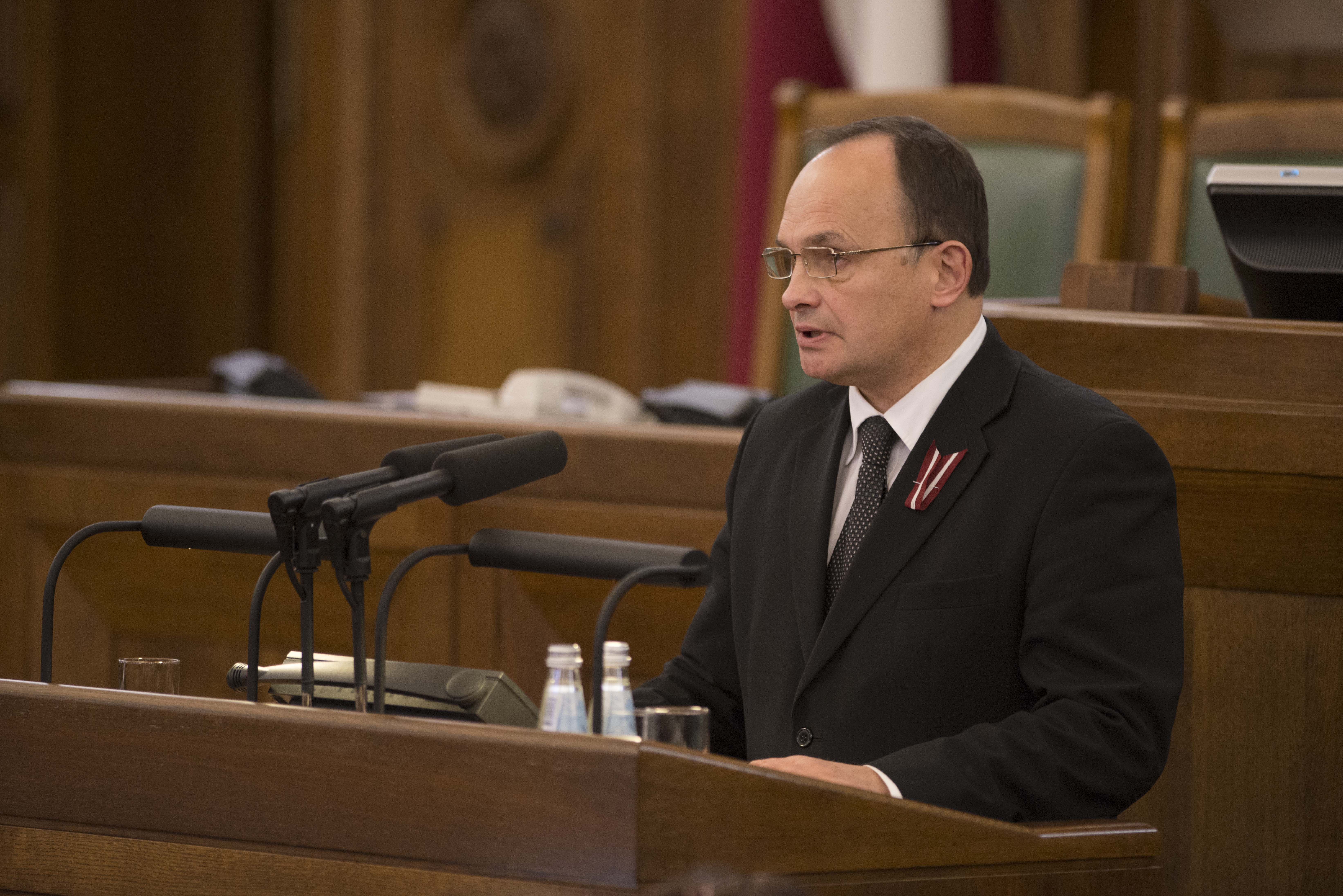
Игорь Пименов в 2014 году.

Игорь Витальевич Пименов (латыш. Igors Pimenovs; родился 31 января 1953 года) — латвийский политик русского происхождения. Депутат Сейма 13-го созыва, представляет партию «Согласие» (Saskaņa). Ранее он был депутатом нескольких созывов Сейма, а также членом Рижской думы, председателем правления Латвийской ассоциации в поддержку школ с обучением на русском языке (ЛАШОР).

## Биография
Родился в 1953 году в Риге. Учился в Латвийском государственном университете, окончил его в 1975 году по специальности физик, работал в Латвийской академии наук и коммерческих банках, был специалистом по компьютерам. В июле 2002 года он получил латвийское гражданство путем натурализации (латыш. naturalizācijas).
В 2007 году получил высшее профессиональное образование второго уровня в Латвийском университете по специальности экономист.
В 2018 году, когда были опубликованы списки докладчиков Комитета госбезопасности, в них также была карточка агента КГБ И. Пименова. Однако уже 27 октября 2000 г., постановлением № 1-563 / 6 2000 г. № 7/159, Суд Видземского предместья (города Риги) установил «тот факт, что Игорь Пименов … не сотрудничал тайно с бывшим КГБ ЛССР и не был информатором или агентом КГБ».

### Политическая и общественная деятельность
Бывший член КПСС (в 1990—1991 гг. — член Коммунистической партии Латвии), во время Поющей революции участвовал в Народном фронте Латвии.
В 1996 году Игорь Пименов вместе с единомышленниками основал «Латвийскую ассоциацию в поддержку школ с обучением на русском» (ЛАШОР), чтобы поддержать традицию Латвийской Республики по обучению русскоязычных детей на языке семьи.
В 2002 году Пименов впервые баллотировался на парламентских выборах, когда он не был избран по списку ЗаПЧЕЛ на выборах 8-го Сейма (до этого он не мог этого сделать, потому что не был гражданином Латвии). На европейских выборах 2004 года он баллотировался в списке Партии народного согласия под третьим номером, хотя он не был членом партии, но не был избран.
На муниципальных выборах 2005 года он был избран в Рижскую думу от партии Новый центр.
На выборах в 9-й Сейм в 2006 году Пименов баллотировался в список Центра согласия, но не был избран в Сейм.
На выборах 2009 года в Рижскую думу он был избран в самоуправление столицы, но ушел с должности депутата, потому что у него была возможность стать депутатом 9-го Сейма вместо Нила Ушакова (лидер объединения перешёл в Рижскую думу, председателем которой он был избран). В 9-м Сейме Игорь Пименов работал в Комиссии по образованию, культуре и науке и Комиссии по европейским делам.
В 2010 году избран депутатом 10-го Сейма, работал в Бюджетно-финансовой (налоговой) комиссии и Комиссии по европейским делам, а также был секретарем комиссии по европейским делам. Он также возглавлял парламентскую комиссию по расследованию поглощения и реструктуризации Parex banka.
На внеочередных выборах 2011 года И. Пименов также был избран депутатом 11-го Сейма. Он по-прежнему входит в состав Комитета по бюджету и финансам (налогообложение) и Комитета по европейским делам
Хотя Пименов является руководителем Латвийской ассоциации в поддержку школ с обучением на русском языке, на момент сбора подписей для инициирования референдума о предоставлении русскому языку статуса государственного он не поддержал выбор Ушакова, как председателя Рижской думы, а также они не поддержали предоставление статуса второго государственного языка русскому, заявив, что «готовы отказаться от радикальных избирателей, если такое голосование так требует».
В 2014 году он был избран депутатом 12-го Сейма от партии «Согласие», а осенью 2018 года избран депутатом 13-го Сейма (от той же партии).
В 2022 году, баллотировался от партии «Согласие», но из-за того, что партия не преодолела 5-процентный барьер, его депутатский мандат закончился. Безуспешно участвовал в выборах в Европарламент в 2024 году, от списка «Согласия».